# Jarlateatern
Jarlateatern var från 1973 till omkring 2000 namnet på en teater i den tidigare Borgarskolans lokaler i Stockholm, Kungstensgatan 2–4.
Byggnaden uppfördes 1931 som Borgarskolans aula  och användes även då till teaterverksamhet. Den fick namnet Jarlateatern 1973 efter Borgarskolans nedläggning två år tidigare. 
Den har sedan använts för skiftande verksamheter. 
På 1970-talet arrangerade skivbutiken Skivfabriken rockkonserter, och mellan 1979 och 2000 användes den av  
Stockholms Operettensemble. Byggnaden byggdes om 2005 och hyser nu annan verksamhet under namnet Sollévihuset.